# Cocoliche
Cocoliche är en blandform av spanska och italienska, ett slags pidgin, i Argentina. Begreppet härrör från den stora immigrantvågen som började i mitten av 1800-talet. Eftersom största delen av italiensktalande invandrarnas barn gick på spanskspråkiga skolor och tjänstgjorde i Argentinas försvarsmakt, slutade man så småningom tala cocoliche efter ett par generationer.
I Buenos Aires används termen bland annat om mixade tangostilar, ofta nedsättande.